# Una fan enamorada
Una Fan Enamorada es una canción del dúo venezolano Servando & Florentino de su álbum debut Los Primera (1997). Fue escrita por el reconocido cantante venezolano Ricardo Montaner y lanzada como sencillo principal del álbum en 1997. La canción fue grabada en salsa y balada. Habla de "intimidad directa y comprensión hacia cada fanático enamorado que suspiraba por los chicos". Diana Raquel de La Prensa elogio la canción y la calificó como una "canción pegadiza donde las voces de Servando y Florentino se escuchan en perfecta armonía".El crítico de Miami Herald Eliseo Cardona quedó menos impresionado con la canción, afirmando que sólo debería aparecer en la lista una vez ya que tiene "la misma trama de una telenovela Venevisión". "Una Fan Enamorada" sirvió como tema de cierre de la telenovela venezolana Todo por tu amor (1997).  "Una Fan Enamorada"  fue nominada en la categoría Canción tropical del año en los Premios Lo Nuestro de 1999, pero perdió ante "Suavemente" de Elvis Crespo.

## Rendimiento en listas
| Listas (1998)                | Máxima posición |
| ---------------------------- | --------------- |
| Hot Latin Songs (Billboard)  | 1               |
| Tropical Airplay (Billboard) | 1               |